# Dean Phillips
Dean Benson Phillips (Saint Paul, 20 gennaio 1969) è un politico e imprenditore statunitense, membro della Camera dei Rappresentanti per lo stato del Minnesota dal 2019 al 2025.

## Biografia
Nato da DeeDee e Artie Pfefer, morto in combattimento durante la guerra del Vietnam quando il figlio aveva solo sei mesi, Dean venne riconosciuto dal secondo marito della madre, l'imprenditore e filantropo Eddie Phillips. Questi era erede della nota industria di liquori Phillips Distilling Company nonché figlio della giornalista Pauline Phillips.
Dean Phillips studiò all'Università Brown e conseguì un master in business administration presso l'Università del Minnesota, divenendo successivamente, dal 2000 al 2012, Presidente e CEO della stessa Phillips Distilling Company. Lavorò poi per diversi anni nel campo dell'industria alimentare: fu proprietario e presidente esecutivo di Talenti Gelato, che porta a essere una delle marche americane di gelato più vendute, e amministratore delegato di Penny's Coffee. Divorziato e padre di due figlie, fu attivo nella comunità ebraica come presidente del Tempio di Israele di Minneapolis.
Entrato in politica con il Partito Democratico, nel 2018 annunciò la propria candidatura per la Camera dei rappresentanti contro il repubblicano in carica da dieci anni Erik Paulsen (55,6% a 44,2%) e riuscì a sconfiggerlo, divenendo deputato. Viene confermato alla Camera nello stesso collegio, alle elezioni del novembre 2020 (ottenendo ancora il 55,6% contro il 44,3% del repubblicano Quendall Qualls) e alle elezioni di midterm del 2022, (col 59,6% contro il 40,4% del repubblicano Tom Weiler). 
Il 27 ottobre 2023, dopo mesi di speculazioni, ha annunciato la sua candidatura alle primarie democratiche in vista delle elezioni presidenziali del 2024.